# 三上政実
三上 政実（みかみ まさざね）は、室町時代中期から戦国時代の人物で、因幡国巨濃郡岩井庄に所領を持っていた三上氏の一族。
政実は文明12年（1480年）7月27日付の「政所賦銘引付」に見える。それによれば政実の曽祖父は近江入道周通であるといい、後の兵庫頭経実はその名乗り、官職を踏まえて政実の子供あるいは孫である可能性が高い。少なくとも政実は経実と非常に近い血縁関係を有していたと考えられる。当時は建仁寺と「三条坊領東洞院屋地」を巡って相論しており、同年11月には土地に関して「曽祖父の近江入道以来代々知行していたが、自身が幼少時に伯母に当たる人物が文書を盗み出し、建仁寺に売却してしまった」と反論している。
このほか、政実は文明17年（1485年）9月16日の日野富子の伊勢神宮参拝に供奉し、長享元年（1487年）9月12日の義尚の六角氏攻撃による近江国出陣の際にも奉公衆の五番衆として従軍している。
文献上では政実以降、三上氏は「兵庫頭」の官職を名乗っている。